# Harvey County
Harvey County is een county in de Amerikaanse staat Kansas.
De county heeft een landoppervlakte van 1.397 km² en telt 32.869 inwoners (volkstelling 2000). De hoofdplaats is Newton.